# 鶯飼

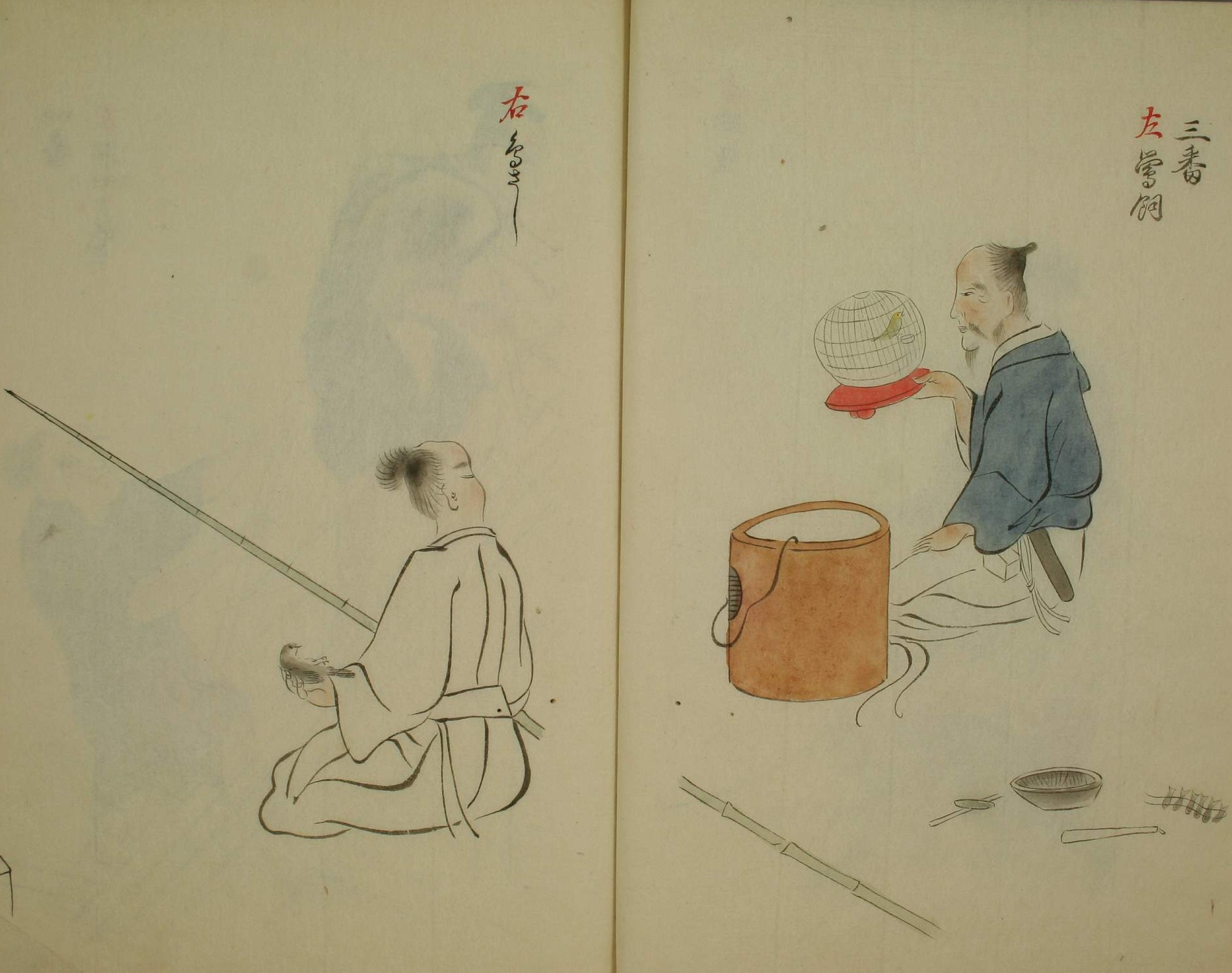
鳥刺（左）、鶯飼（うぐひす飼、右）の歌合（『三十二番職人歌合』、1494年、その1838年の模写）。ウグイスが鳥籠に入っており、鶯飼は帯刀している。

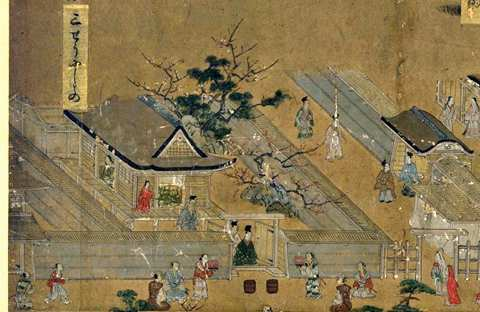
三条西殿の門前での「鶯合」（『洛中洛外図屏風』、1520年代）。

鶯飼、鴬飼、うぐひす飼（うぐいすかい）は、中世（12世紀 - 16世紀）期の日本にかつて存在した鶯（ウグイス）を飼育・行商する者（物売）、および飼育する行為である。
現在は「鳥獣保護管理法」（鳥獣の保護及び管理並びに狩猟の適正化に関する法律、旧・狩猟法）および関連法令で保護されており、民間における捕獲・飼育・販売・輸出は禁止されている。

## 略歴・概要

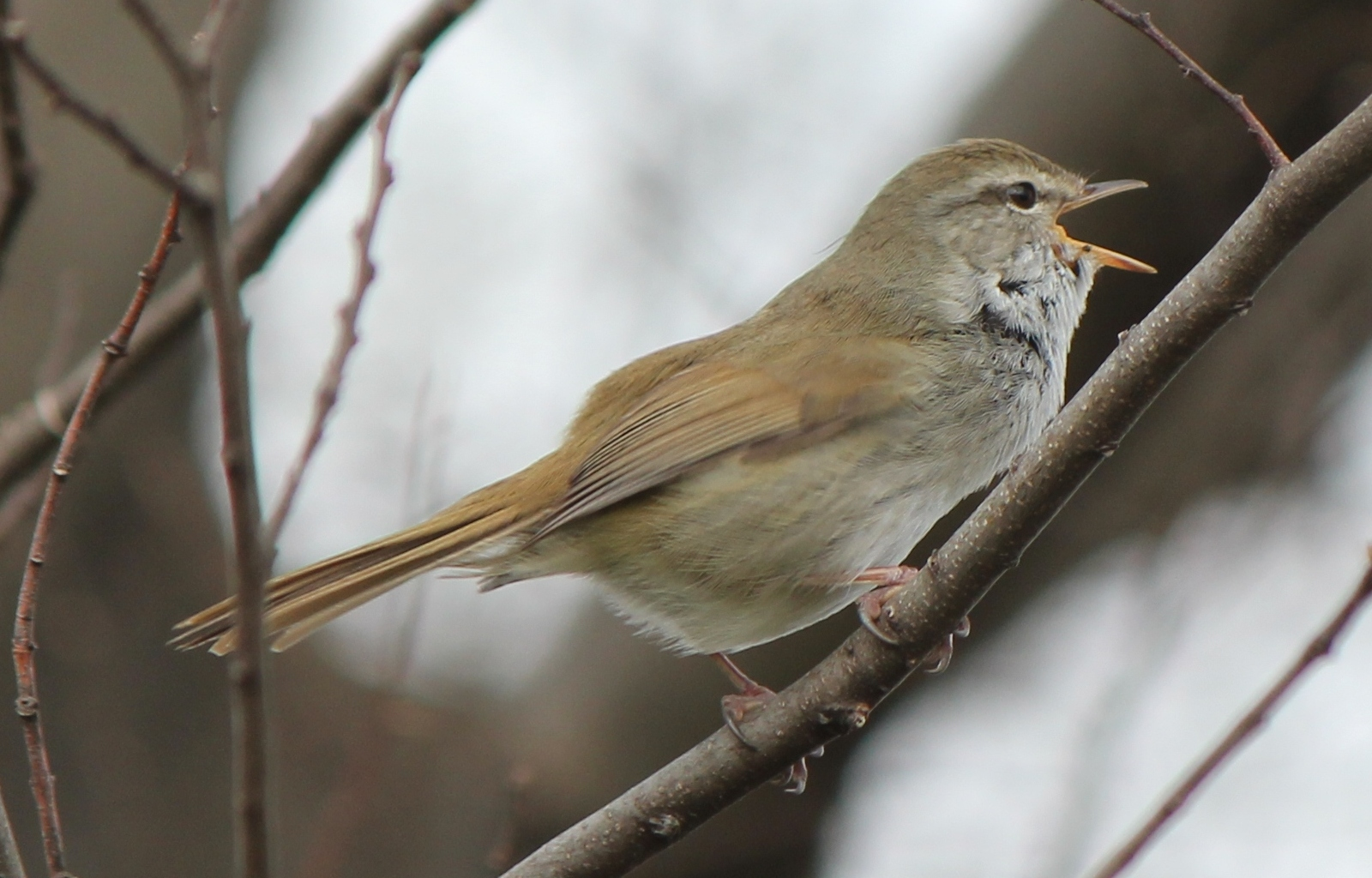
野生のウグイス。

平安時代（8世紀）、貴族社会で流行した歌合・絵合・貝合等の「物合」の一つに「鶯合」（うぐいすあわせ）があり、飼育したウグイスを持ち寄り、さえずる声の優劣を競うという遊びであるが、このころには産地からウグイスをもたらす人物がいたと考えられる。山城国葛野郡と丹波国の境（現在の京都府京都市右京区嵯峨愛宕町）にある山、愛宕山産のウグイスを「愛宕鳥」（あたごどり）、同愛宕郡大原郷（現在の同市左京区大原）産のものを「大原鳥」（おはらどり）と呼ぶ。平家人たちは、愛宕派と大原派に分かれて、どちらが優れているかの議論に明け暮れていたともいわれる。1237年（嘉禎3年）には成立していた『法然上人絵伝』には、「鶯飼ふこと」を戒めている。
室町時代、15世紀前半、世阿弥の次男観世元能が父の芸訓を書き起こした書『申楽談儀』（『世子六十以後申楽談儀』、1430年）では、「清次の定」として、「好色」「博奕」「大酒」と並んで「鶯飼ふこと」を禁じている。つまり「鶯合」などに根注してしまっては芸事は務まらない、という戒めである。
15世紀末の1494年（明応3年）に編纂された『三十二番職人歌合』の冒頭には、「いやしき身なる者」として、「鳥刺」とともに「鶯飼」あるいは「うぐひす飼」として紹介され、ウグイスの入った小さな鳥籠を巨大な容器（桶）から取り出して眼の高さに持っている、帯刀した老人の姿が描かれている。ウグイスはさえずり、粗末な小袖を着て帯刀しない「鳥刺」も小さな野鳥を手にしつつ、その声に視線を投げている。この歌合に載せられた歌は、
- 羽風だに 花のためには あたご鳥 おはら巣立に いかがあはせん

というもので、春に行われる「鶯合」で手許にある「愛宕鳥」を巣立とうとする「大原鳥」にどのように対抗させようか、と歌っている。1520年代の京都の光景が描かれているとされる『洛中洛外図屏風』（町田本）にも、三条西殿の門前で行われる「鶯合」と、同家の当主・三条西公条らの姿が描かれている。

「鶯合」は近世、江戸時代（17世紀 - 19世紀）以降にも行われ、「鶯飼」に当たる職能は、同時代には「飼鳥屋」と呼ばれた。近代、明治時代以降は、1873年（明治6年）の「鳥獣猟規則」に始まり、現行の「鳥獣保護法」に至るまで、禁じられる方向となった。